# Maria Rådsten
Ingela Maria Kristina Rådsten-Ekman, född 6 april 1966, är en svensk sångerska. 
Rådsten började sin karriär som dansare och fick sin utbildning inom området av Charlie Rivel Junior och gjorde med honom en rad uppsättningar och var med på scen när Cirkus i Stockholm återinvigdes 1982. Hon blev under denna tid medlem i coverbandet Kaosorkestern och turnerade med dem över hela landet. Bandet turnerade även med Jan Johansen samt med Sven Melander och Åke Cato. Bandet medverkade även i Lorrygängets krogshow på Tyrol på Gröna Lund i Stockholm 1990–1991. Där fick hon även hoppa in som skådespelare och ersätta Gunnel Fred under en tid..
Under denna tid träffade Rådsten Peter och Nanne Grönvall och tillsammans med dem och ytterligare två personer startade hon popgruppen Peter's Pop Squad 1990. Efter att gruppen upplösts var hon med och formade popgruppen One More Time tillsammans med Nanne och Peter samt Thérèse Löf. De fick en stor hit i Europa med "Highland" 1992. 
Efter att One More Time lades på is i slutet av 1990-talet och Nanne Grönvall påbörjade sin solokarriär har Maria Rådsten synts allt mindre på scenen och istället fokuserat på studier vid Stockholms universitet. One More Time har därefter gjort ett fåtal scenframträdanden och Rådsten har även körat bakom Nanne Grönvall på scen och i TV.
2003 släppte hon sin första solosingel, den egenkomponerade "Head over Heels", som spelades en del i radio under året. Det planerade albumet släpptes dock aldrig. Några av de inspelade låtarna släpptes för nedladdning på hennes officiella hemsida, däribland hennes cover på Queens "The Show Must Go On" som hon gjorde en duett av tillsammans med rockgruppen Divinefire. Låten togs med på gruppens album som släpptes i Europa och Japan 2005. Sedan våren 2010 är Maria Rådsten sångerska i metalbandet Misth, vilka släppte sitt debutalbum i mars 2013.

## Melodifestivalen
Maria Rådsten har deltagit i Melodifestivalen fyra gånger:
- Som solist med "Vad som än händer" (1992), vilken slutade på tredje plats.
- Som kompositör till "Det vackraste" (1995), vilken slutade på andraplatsen. Hon samskrev bidraget med Nanne och Peter Grönvall och det framfördes av Cecilia Vennersten.
- Som medlem i gruppen One More Time med "Den vilda" (1996), vilken vann tävlingen. Gruppen tävlade sedan i Eurovision Song Contest i Oslo, Norge, där de slutade på tredje plats.
- Som del i kören bakom Nanne Grönvall i bidraget "Evig kärlek" (2003), vilken inte avancerade från sin delfinal.